# MBDB
MBDB ist das Kürzel der chemischen Substanz 2-Methylamino-1-(3,4-methylendioxyphenyl)butan. MBDB ist ein Homologon des MDMA (Ecstasy) und strukturell ein Amphetamin (1-Phenylpropan-2-amin).

## Synthese
MBDB wurde von David Nichols und Alexander Shulgin synthetisiert und von letzterem auf seine Psychoaktivität hin untersucht. Shulgin bezeichnete es seiner privaten, informellen Nomenklatur nach Methyl-J. Ein möglicher Syntheseweg ist in PiHKAL beschrieben. Dort wird das entsprechende Arylbutylketon reduktiv aminiert. Dabei entsteht ein Racemat, also ein 1:1-Gemisch von (R)- und (S)-N-Methyl-1-(1,3-benzo-dioxol-5-yl)-2-butylamin.

(R)-N-Methyl-1-(1,3-benzo-dioxol-5-yl)-2-butylamin
(S)-N-Methyl-1-(1,3-benzo-dioxol-5-yl)-2-butylamin

## Pharmakologische Eigenschaften

### Pharmakokinetik
Die wirksame Dosis liegt im Bereich von 180–210 mg, die Wirkdauer liegt bei 4–6 Stunden, die Wirkung setzt recht schnell nach 20–40 Minuten ein.

### Wirkung
MBDB erhöht die Serotoninkonzentration im synaptischen Spalt. Die genauen Wirkmechanismen sind bis heute nicht geklärt. Durch die Wirkung entstehen euphorische Zustände mit gesteigerter Empathie. Daher wurde MBDB auch bei psycholytischen Psychotherapie-Sitzungen eingesetzt. Der Einsatz ist mittlerweile verboten. Die empathogene Wirkung ist  nicht so stark ausgeprägt wie bei MDMA.

### Gefahren
Wie viele andere psychoaktive Substanzen birgt auch MBDB die Gefahr der Auslösung einer latenten Psychose. Als körperliche Effekte stellt sich eine Steigerung von Herzfrequenz und Blutdruck ein. Hinzu kommen Appetitlosigkeit und erhöhte Schweißproduktion. Die Pupillen erweitern sich (Mydriasis), ebenfalls kann es zu einer Kieferklemme (Trismus) oder Zähneknirschen (Bruxismus) kommen. Als besonders gefährlich wird die Dehydratation des Körpers eingestuft.
Über die Neurotoxizität von MBDB liegen keine ausreichenden Erkenntnisse vor. Das Abhängigkeitspotenzial wird als mittel eingestuft.

## Gegenmittel bei Überdosierung
Bei Überdosierung kann eine Detoxifikation mit Aktivkohle versucht werden. Liegt eine Kreislaufdysregulation vor, so sind Alphablocker und Calciumantagonisten zu verabreichen. Bei Hyperthermie sollte eine physikalische Kühlung vorgenommen werden. 

## Betäubungsmittelrechtliche Regelungen
Seit 1995 ist MBDB in Deutschland klassifiziert in Anlage I, BtMG als Betäubungsmittel und somit weder verkehrs- noch verschreibungsfähig. Die Bedeutung als Droge ist jedoch, genauso wie bei BDB, nur gering.

## Weiterführende Literatur
- Alexander Shulgin, Ann Shulgin: PiHKAL: A Chemical Love Story. Transform Press, ISBN 0-9630096-0-5